# Onomarco
Onomarco di Elatea (Elatea, ... – Tessaglia, 353 a.C.) è stato un militare greco antico.
Nel 356 a.C. conquistò insieme a Filomelo la regione di Delfi e conseguentemente i focesi ottennero controllo dell'anfizionia delfica; comandante dei Focesi durante la terza guerra sacra, invase la Beozia e si recò in Tessaglia per combattere Filippo II di Macedonia e gli oligarchici e difendere Fere.
Fu ucciso nella battaglia dei Campi di Croco.